# La vendetta di Logan
La vendetta di Logan (Logan's War: Bound of Honor) è un film per la televisione del 1998 diretto da Michael Preece.

## Trama
Logan Fallon è un bambino di dieci anni, ha un padre che fa il poliziotto e che ha appena arrestato un potente boss mafioso. Un giorno però gli uomini del boss penetra in casa sua e uccide la sua famiglia a colpi di pistola col silenziatore. Logan ha uno straordinario potere di percepire le cose prima che accadano e aveva già percepito questo, ma non ha detto niente a nessuno. Dopo la morte dei suoi genitori, Logan viene affidato a suo zio Jack, un ex poliziotto simpatico gestore di un bar e nonché fratello del padre di Logan, a cui piacciono molto le arti marziali. Nel frattempo però dentro Logan rimane sempre quel desiderio di vendetta verso gli assassini della sua famiglia. Così suo zio Jack inizia ad insegnargli le arti marziali e col passare del tempo Logan cresce e diventa un ragazzo molto coraggioso. Finiti gli apprendimenti lui e suo zio sono pronti per vendicare la loro famiglia.

## Trasmissione
Il film è stato trasmesso in prima visione su Italia 1, il 20 maggio 1999.